# Подгумерски манастир
Подгумерски манастир „Свети Димитър“ е православен манастир край село Подгумер, България. Манастирът е разположен на територията на Болница за психично болни и е недействащ.

## Местоположение
Подгумерският манастир е разположен в южното подножие на Софийската планина, над село Подгумер, на 7 km източно от град Нови Искър и на десетина километра северно от София.

## История
Манастирът е основан през XI век и е част от Софийската Света Гора. При османското нашествие в края на XIV век манастирът е разрушен, но 1596 година е възобновен, и притворът е изографисан от Пимен Зографски. В периода XVI – XIX век манастирът е едно от книжовните огнища в Софийско и разполага с богата библиотека. В нея е имало екземпляр от първото издание на Софрониевия „Неделник“, отпечатано в Римник, Румъния през 1806 година и книга за всичките празници за дванадесетте месеца на годината (Миней).
Веднага след Втората световна война манастирът с благословението на екзарх Стефан е бил определен за приют на деца и просяци. Преди 1951 г. манастирската църква е предадена от свещеник Найден Стоилов с протокол на музея „Стара София“ заедно с всичките ѝ старинни ценности – дърворезбовано разпятие, икони, църковна утвар, богослужебни книги. Жилищните манастирски постройки са предадени на общината за болнично заведение и той престава да функционира.

## Архитектура
Днешната църква е с дължина 12 м, ширина 5 м и височина 4.5 м, с две странични апсиди за певниците и тесни като мазгали прозорци, без купол. Манастирът е един от първите, наред с Илиенския и Елешнишкия, в които се е подвизавал, работил и просиял свети Пимен Зографски. Следващият стенописен пласт е от 1848 г. – подновил го е отец игумена Стефан, с дарители от селата Желява, Гниляне, Курило и Куманица (днес с. Кубратово).